# A bagolyház szereplőinek listája
Ez a lap A bagolyház című amerikai rajzfilmsorozat szereplőit sorolja fel.

## Főszereplők

### Luz Noceda
Egy 14 éves dominikai-amerikai lány, aki véletlenül átkerül egy másik világba, ahol lehetősége adódik boszorkánnyá válni. Luz egy végtelenül nyitott, pozitív személyiség, aki mindenben és mindenkiben meglátja a jót, még akkor is ha néha lehetetlennek tűnik. Származásából kifolyólag gyakran használ spanyol kifejezéseket a beszédében. Imád minden fantasy-témával kapcsolatos dolgot, és rendkívül szerencsésnek érzi magát, amiért a szigeten töltheti a nyári szünetét. Ez idő alatt sokat tanul az igazi barátságról, mások nézőpontjának megértéséről, vagy az önelfogadásról. Nevét a sorozat egyik forgatókönyvírója, Luz Batista után kapta, aki  Dana Terrace egyetemi csoporttársa volt.
Bár Luz nem rendelkezik veleszületett varázserővel, a szigeten ő is képes varázsolni, ha különböző szimbólumokat rajzol. Ezek alapvetően a négy elemet szimbolizálják, föld, tűz, víz, levegő, és egyéni kombinációjukkal számtalan varázslat megidézésére alkalmasak. A sorozat folyamán Luz egyre többet tanul róluk, és egyre fejlettebb lesz a használatukban. Továbbá felvételt nyer a Hexside Akadémiára, az egyik legnevesebb boszorkánysuliba a szigeten, bár kezdetben elkeseríti a tény, hogy az iskola csak egyfajta varázslástípust enged tanulni minden diáknak. De miután a barátaival megmentik az iskolát egy varázslat-elszívó baziliszkusztól, meggyőzik az igazgatót, hogy a mágia vegyítése nem is olyan rossz dolog, így az iskola vezetősége engedélyezi a különböző mágiák tanulását. Luz, annak ellenére, hogy élvezi a szigeten töltött idejét, rengeteg konfliktussal is szembekerül. A legnagyobb kihívás számára, hogy miként fogadtassa el az édesanyjával a mágia létezését és az ezzel kapcsolatos ambícióit, ha egy napon majd haza kell térnie. Ezzel együtt a sziget uralkodója, Belos császár is komoly veszélyt jelent, ugyanis az embervilág meghódítására törekszik, amit Luz kötelességének érez megállítani. 
Luz, akárcsak maga Terrace, biszexuális. Szerelmes lesz Hexside-i osztálytársába és korábbi riválisába, Amity Blightba, miután közelebbről is megismeri őt és rájön, mennyi közös van bennük. Amikor megtudja, hogy Amity is hasonlóan érez iránta, elegendő bátorságot gyűjt, hogy randira hívja, és járni kezdenek. Luz hatalmas csodálattal tekint Amityre, szuper-barátnőnek tartja őt, és bár gyakran elbizonytalanodik arról, mit tartogat számára a jövő, mindenképp szeretné, ha Amity a részese lenne.

### Eda Clawthorne
Teljes nevén Edalyn Clawthorne. Magát a sziget leghatalmasabb boszorkányának valló, nagyszájú, szabályszegő, beszámíthatatlan boszorkány, aki Luz mentora és elszállásolója lesz, mialatt a szigeten tartózkodik. Eda a sziget legkeresettebb bűnözőjeként van nyilvántartva, amiért sosem csatlakozott egy rendhez sem, sem a szövetséghez, mint a többi boszorkány, és mert emberi holmik tiltott árusításával foglalkozik. Közismert beceneve, "A Bagoly úrnő", az átka alapján ragadt rá, amitől éjjelente egy bagolyszerű szörnyeteggé változik. Az átok hatására sokkal gyorsabban is öregszik, 40 éves kora ellenére már ősz haja és ráncos bőre van. A sorozat állandó viccként kezeli, hogy emiatt a testrészei gyakran szétesnek, amit ő még csak meg sem érez. Eda kiváló bájital-készítő, fiatalkorában a Bájital szak tanulója volt a Hexside Akadémián, ám sorozatos szabályszegései miatt eltanácsolták az iskolából, emiatt azóta is gyűlöli az oktatás intézményét. A többi boszorkány között "emberszakértőnek" tartja magát, bár többször megnyilvánul, hogy Luz felbukkanásáig semmit nem tudott az emberekről vagy az emberi tárgyak helyes használatáról.
Eda születésétől fogva ambiciózus boszorkány volt, aki a nővérével, Lilith-szel együtt csatlakozni akart a császári szövetséghez, hogy jobb hellyé tegyék a világukat. Mivel a pozícióért meg kellett volna küzdeniük egymással, Lilith félelemből átkot bocsátott Edára, hogy ne ő nyerjen, bár azt hitte, csak egy napig tart. Az átok azonban elhatalmasodott Edán és megkeserítette az életét, főleg azért, mert emiatt folyamatos veszélyt jelentett a szeretteire. Végül elhagyta a családját és új életet kezdett, a későbbiekben pedig megtalálta az emberek világába nyíló átjárót, ami segített neki elmenekülni a szigetről. Az embervilágban tett látogatásai során "értékes portékat" (valójában kacatokat) lopdosott össze, amiket jó pénzért árusít a Fortyogó szigetek fekete piacán. Később megépítette a Bagolyházat is új otthona gyanánt, ahol kezdetben egyedül akart élni, ám idővel többen is csatlakoztak hozzá (Hooty, King, és végül Luz). Általuk Eda szép lassan felfedezte a társasági élet örömeit, és a segítségükkel több kapcsolatát is sikerül rendeznie a sorozat folyamán. 
Az egyik epizódból kiderül, hogy az embervilágban mindig a Marilyn álnevet használta. Így hívták a Rejtélyek városkájában Stan Pines sosem látott ex-feleségét, akivel mindössze egy napig voltak házasok. Tekintve, hogy Dana Terrace és Alex Hirsch, a Rejtélyek városkája alkotója, a való életben sokszor dolgoztak együtt, ez az utalás összemossa a két sorozat világát.

### King Clawthorne
Egy démon, aki Edával együtt a Bagolyházban lakik. Külsőleg egy antropomorf macskára hasonlít, a fején egy koponyaalakú sisakkal. Sokszor hangoztatja, hogy valaha hatalmas uralkodó volt, aki csupán büntetésből került ebbe a bűbájos testbe, és szeretné visszaszerezni egykori dicsőséget. Zavarja, hogy gyakran kisbabaként vagy háziállatként bánnak vele, mégis a viselkedésével folyamatosan ezt a képet erősíti magáról. Bár tisztában van limitált képességeivel, ez nem akadályozza meg, hogy megpróbáljon nagyra törni, de ilyenkor általában csak kalamajkába sodorja magát vagy a környezetét. Ám ha a szükség úgy hozza, sokat segít Luznak és Edának a gondjaik megoldásában.
A második évadban megtudja, hogy Eda nyolc éve talált rá egy elhagyatott szigeten, amikor még kölyök volt, és mivel mindig azt játszotta, hogy ő egy igazi király, Eda meghagyta őt ebben a hitben. Király innentől kezdve többet szeretne megtudni a valódi múltjáról és az édesapjáról, akiről vannak némi halvány emlékei. Eda iránti tisztelete jeléül később törvényesen felveszi a Clawthorne vezetéknevet, ezzel meghálálva, amiért befogadta és felnevelte őt.

### Hooty
A Bagolyházhoz tartozó bagolyszerű démon, akinek legtöbbször csak az arca látható ajtódísz formájában, ám hosszú, nyújtható nyakával a ház bármely pontját eléri. Bizarr viselkedése és idegesítő természete miatt még a ház lakói sem beszélnek vele szívesen, de ő ezt nem igazán bánja, hűségesen védi Edát és Királyt a betolakodóktól.
Eredeti neve angolul a baglyok huhogására emlékeztető szavakból ered (Hoot, hoot).

## Mellékszereplők

### Camilia Noceda
Luz édesanyja, ő küldi Luzt nyári táborba, hogy megzabolázza lánya túl élénk fantáziáját. Nem sokat tudunk meg róla az első évadban, de az egyértelmű, hogy jót akar a lányának.

### Willow Park
Kissé félénk, de barátságos boszorkánylány, Luz első barátja a Hexside-ban. Gyerekkorában jó barátok voltak Amityvel, ám utóbbi szülői nyomásra kénytelen volt megszakítani vele a kapcsolatot. A szülei a Förtelem szakra íratták be, amit utált, mert nagyon nem volt jó benne, és ezért sokat gúnyolták, ráaggatva a "Félboszi" jelzőt. Végül átkerül a Növényvarázs szakra, amihez már kivételes tehetsége van, valamint Amityvel is rendeződik a viszonya, így népszerűbbé és magabiztosabbá válik.

### Gus Porter
Teljes neve Augustus Porter. Luz másik barátja a Hexside-ban, ő adja neki a Gus becenevet is, amikor legelőször találkoznak. Az Emberértékelők Klubjának elnöke, azonban ezt a címet később elveszíti. Az Illúzió szak tehetséges tanulója, korábban sikeresen átugrott néhány évet, így fiatalabb kora ellenére Willow évfolyamán tanul.

### Amity Blight
A Hexside Akadémia éltanulója. A Förtelem szakon tanul, rendkívül tehetséges és szorgalmas. Határozott és kissé arrogáns lánynak mutatja magát, valójában a felszín alatt  érzékeny lélek lakozik, aki azért nem meri ezt kimutatni, mert nem akar gyengének tűnni. Gazdag, befolyásos boszorkánycsaládból származik, szülei számára a státusz a legfontosabb, ezért Amityt is túlságosan szigorúan fogják. Ő és Willow gyerekkorukban a legjobb barátok voltak, de Amity kénytelen volt megszakítani vele a barátságát, miután a szülei rangjukon alulinak ítélték Willowt; azzal fenyegették Amityt, hogy tönkreteszik Willow felvételijét a Hexside-ba, ha vele barátkozik. Amity emiatt elhidegül Willowtól, amit azóta is nagyon bán, és ezt később be is vallja neki. A későbbiekben sokat fejlődik a kapcsolatuk, megtanulnak újra bízni egymásban és Amity többször kiáll Willow mellett az őt bántók ellen. Kedvenc időtöltése, ha a könyvtárban olvashat a gyerekeknek. A könyvtárban egyébként teljes körű alkalmazottként dolgozik, és van egy saját dolgozószobája is. Nagy rajongója az Azura, a Jó Boszorkány című regénysorozatnak. Családon belüli beceneve Pracli (angolul Mittens).
A Luzzal való kapcsolata egyike a sorozat legmeghatározóbb elemeinek. Ők ketten sokáig vetélytársakként tekintenek egymásra, eltérő személyiségük miatt, bár Luz többször kinyilvánítja, hogy ennek ellenére szeretne jóban lenne Amityvel. Miután kiderül, hogy sok közös van bennük, leginkább az Azura-könyvek iránti rajongásuk, Amity elkezd más szemmel tekinteni Luzra. Néhány közös kaland során összebarátkoznak, sőt, az első évad végére Amity szerelmes lesz Luzba. Ráébred, hogy az ő érkezése megváltoztatta a dolgokhoz való hozzáállását, és életében először igazán boldognak érzi magát. Ennek jeleként később még a hajszínét is átfesti zöldről lilára, mivel a korábbi színt leginkább az édesanyja erőltette rá. A második évadban bevallja Luznak az iránta táplált érzéseit, és miután Luz viszonozza, hivatalosan is járni kezdenek. 
Amity az első komoly szereplő egy Disney-sorozatban, aki nyíltan leszbikus. Szinkronhangja, Mae Whitman a sorozat hatására vallotta be, hogy ő maga pánszexuális.

### Hieronymus Bump
A Hexside Akadémia idős igazgatója. A fején mindig egy ördög-kinézetű palizmán ül, ami félig teljesen rákapcsolódik az arcára, mint később kiderül azért, mert ez a lény segít neki a látásban, enélkül teljesen vak. Gyakran szigorú elöljáró benyomását kelti, valójában vajból van a szíve, és a diákok számára mindig a legjobbat nézi. Szeret mindig mindent a szabályok szerint elvégezni, de saját bevallása szerint elég okos ahhoz, hogy tudja, mikor kell átlépni bizonyos határokat, hogy valamiben eredményre jusson. Idővel még abban is enged, hogy az iskola szabályzatával ellentétben a tanulók több szakon is tanuljanak egyszerre, ha úgy tartja kedvük. Szívélyesen fogadja Luzt az iskolában, mondván, hogy egy embertől sokat tanulhatnak a diákok. Komplikált kapcsolata van Edával, aki régen szintén a Hexside-ba járt, és bajkeverő viselkedésével többször próbára tette pedagógusi képességeit. 
Vezetéknevét a hangadója, Bumper Robbinson után kapta, míg a keresztnevét Hieronymus Bosch, 16. századi festőről kapta, akinek alkotói stílusa nagyban inspirálta A bagolyház látványvilágát.

### Lilith Clawthorne
Eda nővére, aki (az első évad végéig) a császári szövetkezetet vezeti. Teljes mértékben Eda ellentéte, összeszedett, törvénytisztelő, és alázatos. Bosszantja őt a testvére rakoncátlan természete, azt szeretné, ha Eda végre megkomolyodna és felhagyna bűnözői életmódjával. Ám a köztük lévő különbségek ellenére mindketten képesek törődni egymással. Fiatalon a legjobb barátok voltak, és arról álmodtak, hogy csatlakoznak a császári szövetséghez. Amikor azonban a tagságért meg kellett volna küzdeniük, Lilith úgy döntött, megátkozza Edát, hogy ne ő győzzön, mert tudta, hogy sokkal tehetségesebb nála. Az átok azonban elhatalmasodott Edán és Lilith azóta sem talált rá gyógymódot, végül ezért fordult Belos császárhoz segítségért. Az első évad végén, miután rájön, hogy a császárban nem lehet megbízni, egy varázsigével átveszi az átok egy részét saját magára, még ha ez a varázserejének teljes elvesztésével is jár.

### Hunter
Egy arrogáns tinédzser, 16 éves Belos császár jobbkeze és unokaöccse. Ő a császári szövetség új vezetője, az "Aranygárdista" néven, miután Lilith leszerel. A pozíciójából kifolyólag igyekszik fenyegető figura látszatát kelteni, és kihasználni a hatalmával járó előnyöket, valójában azonban nem rossz ember. Nyíltan törődik azokkal, akik fontosak neki, és Luzhoz hasonlóan komoly érdeklődést mutat az ősi varázslatok iránt. A 2.évad végén amikor megtudta Belos valódi származását, a Belos iránti hűsége összetörött. és fel lázad

## Antagonisták

### Belos császár
Egy rejtélyes, maszkot viselő alak, a sziget uralkodója és a boszorkányszövetkezetek alapítója. A sziget történelme szerint trónra kerülése után leszámolt minden vad boszorkánnyal, akik helytelenül használták a varázslatot, és létrehozta a szövetkezeteket, hogy általuk irányítás alatt tartsa a mágiát. Belos a "Titán szóvivőjének" tartja magát, ő az egyetlen, aki képes kommunikálni a haldokló óriással, és állítása szerint minden tettével a Titán akaratát viszi véghez. Jelenlegi terve "Az egység napja", ami nagy valószínűséggel az embervilág és a démonvilág összemosását jelenti, melyhez egy gigantikus átjáró megépítésén fáradozik. A második évadba kiderült hogy ő eredetileg Philip Wittebane volt, egy XVII. századi ember, aki annak idején ismeretlen okból átkerült a démonvilágba. Hogy visszatérhessen az embervilágba, tanulmányozni kezdte a mágiát, és végül sikeresen megépített egy átjárót, amit ugyanazt, amit Eda fiatalkorában megtalált. Luz a naplójából nyert információk segítségével igyekszik új ajtót építeni. 

### Kikimora
Belos császár személyi asszisztense, egy aprócska, női démon, karomalakú hajviselettel a fején.

### Odalia Blight
Amity, Emira és Edric szigorú és konzervatív anyja, Alador felesége. Férjével együtt magas körökben mozgó boszorkányok, akik rendkívül fontosnak tartják társadalmi státuszukat, és ennek szellemében nevelik a gyerekeiket is. Például Willow-ot elszakította Amity-töl, mert tehetségtelennek ítélték és szerintük rossz hatással van a lányukra. Ő vezeti a "Blight Industries" elnevezésű vállalatot, ami förmedvényvarázslaton alapuló fegyverek gyártásával foglalkozik. Kihasználta a Hexside szülői értekezlet vezetői pozícióját, hogy Luzt, Willow-t és Gust zárják ki a Hexside-ból, egészen addig még Alador meg nem győzte őt hogy Amity jobb és erősebb boszorkány lett, a barátai hatására. Később kiderül, hogy Odalia nagyon is tisztában van az egység napjával, és szándékosan segített Belosnak abban, hogy őt és a családját megkíméljék. Amikor Alador tönkreteszi a gyárát, Odalia elmenekül.

### Egyéb antagonisták
- Harag igazgató: A Konformatórium börtön gonosz vezetője, szigorúan büntet minden szabályszegőt, még azokat is, akiknek olyan különös hobbija van, mint pl. ételekről írnak novellákat. Edára évek óta vadászik személyes okokból, de neki mindig sikerül megszöknie.

- Adegast: Bájitalföző varázsló, varázskészitmények eladásával foglalkozik, illetve haragszik Edára, amiért,elmondása szerint Eda ellopja az ő vevőit.

Képességei közé tartozik a bájitalfőzés és az illúziókeltés. Kiderül,hogy egy polip szerű élőlény, aki a karjaival képes végrehajtani elsősorban az illúzióiban megjelenő bábok mozgatását.
- Tibblet-Tibblie "Tibbles" Grimmhammer III: Malacszerű démon kereskedő az Éjszakai Piacon. Tipikus csaló, még Edát is majdnem sikerül átvernie és elfognia, azonban Luz és barátai véletlenül tönkreteszik a standját, így megmentve őket,  Tibbles pedig bosszút esküszik ellenük.

- A démonvadászok: Egy humanoidbol álló csoport, akik démonokra vadásznak.
  - Patch: A démonvadászok szemtapaszt viselő vezetője.
  - Tom: A démonvadászok egyik tagja, aki előszeretettel kínozza meg az áldozatait.

- Roselle és Dottie: Egy macskakávézót vezető idős hölgyeknek tünő páros, valójában démonok. Több macskát tartanak bezárva, akik teljesen megörültek.

- Piniet: Könyvkiadóként ismerik a Fortyogó szigeteken, képessége hogy felismeri a tehetséges irókat, akikkel szerződést is ír, de ha azok nem teljesitenek, kockává varázsolja őket, és elteszi a bőröndjébe.

- Kereskedő:

- Nagy Baziliszkusz:

- Grometheus "Grom": Egy alakváltó démon, aki a Hexide iskola alaksorában él, és évente egyszer a Grom királynő kell,hogy legyőzze. Legfőbb fegyvere,hogy képes olvasni az emberek, és démonok elméjében is, igy a leghatékonyabb formát felölteni,hogy megfélemlitse az ellene küzdőt.

- Inner Willow,Belső Willow: A sorozat elején Willow belső énje, aki Willow szorongásából és elfojtásai miatt létezik.

Amity és Luz akkor találkoznak vele, amikor megpróbálják Willow emlékeit helyreállitani
- Wartlop: Mindent tudó varázslónak tűnik, akit sokan tisztelnek, valójában 3 démon kreációja, szélhámos célok eléréséért.

- Jacob Hopkins: Az emberi világban a történelmi tárlat vezetője, és démonvadász, aki azt hiszi, sokat tud a démonok világáról, valójában olyan sötét,mint egy fekete szoba, kiégett villanykörtével.

- A titáncsapdászok: A régi titánok eljövetelére várnak, hogy levadásszák őket, tudnak King-ről, akit csapdába akarnak csalni. Igazi titánt sosem láttak.
  - Bill: A Titáncsapdászok idős vezetője
  - Tarak: A Titáncsapdászok egyik vezető vadásza.

## Egyéb szereplők
- Katya:

- Tinella "Pici Orr" Nosa: Apró, raccsoló női démon, teste egy apró fejből és a belőle növő négy vékony végtagból áll. Az első részben ismerjük meg a Konformatórium foglyaként, innen Luz és Eda kiszabadítják. Tehetséges író, leginkább összeesküvés elméletekről ír. A karakter egyébként Dana Terrace saját karikatúrája, a hangját is ő adja.

- Snaggleback:

- Morton:

- Braxas:

- Alador Blight: Amity, Emira, és Edric zárkózott, tyúkszemű és figyelmetlen apjuk, Odalia férje. Feleségével együtt magas körökben mozgó boszorkányok, akik rendkívül fontosnak tartják társadalmi státuszukat, és ennek szellemében nevelik a gyerekeiket is. Különféle förmedvényvarázslaton alapuló fegyverek gyárt a "Blight Industries" számára. A figyelmét könnyen eltudják terelni néhány pillangó, de nagyon figyelmes, mert rájött, hogy Luz, Willow és Gus sokkal jobb boszorkánnyá tették Amityt, mint azt el tudták képzelni, és kiderül, hogy sokkal empatikusabb és erkölcsösebb, mint a felesége. Később megtudta hogy Amity sose akart a Császár Szövetkezet tagja lenni, és megérti őt. Alador végül lánya és barátai oldalán állt és kiáll Odaliával, miután értesült az egység napjáról.

- Vee / 5-ös számu:

- Perry Porter: Riporter a BBN-HXN nevű hírcsatornán (a CNN paródiája), valamint Gus édesapja.

- Salty kapitány:

- Gilbert és Harvey Park: Willow apjai.

- Jean-Luc:

- Gwendolyn "Gwen" Clawthorne: Eda és Lilith édesanyja, aki élete nagy részét arra tette fel, hogy gyógymódot találjon a kisebbik lánya átkára, ám ezt idővel a saját bizonyítási vágyává tette, semmint Eda megsegítésévé. Emiatt Eda szemében erőszakossá vált, míg Lilith-et teljesen elhanyagolta minden téren. Luz később segít neki, hogy ráeszméljen a hibáira, és rendezze a kapcsolatát a lányaival.

- Malphas: Amity főnöke a könyvtárban.

- A Tükörtemető őrzője:

- Amber:

- Derwin:

- Dell Clawthorne: Eda és Lilith édesapja.

- Flora D'esplora:

### Hexside tantestület tagjai
- Förtelmes professzor: A Förmedvény szakon tanító professzor, akit aprócska termete miatt a saját förmedvénye hurcol egyik helyről a másikra.

- Hexside őrök:

- Faust:

### Hexside tanulók
A Hexside Akadémián tanuló diákok listája: 
- Boscha: Háromszemű boszorkánylány, a Bájital szak tanulója és a Hexside-i sportcsapat kapitánya. Egy "menő" lánycsoportot vezet, aminek korábban Amity is a tagja volt. Nagy előszeretettel piszkálja Willow-ékat, így ő lesz Luz első számú iskolai riválisa.

- Emira "Em" és Edric "Ed" Blight: Amity idősebb ikerpáros testvérei, és egyben szöges ellentétei, igazi bajkeverők; bemutatkozó részükben még bajba akarják keverni Amityt, amiért folyton elrontja a szórakozásukat. Később törődő oldalukat is megmutatják, Amitynek segítenek varázslást tanulni, illetve teljes mértékben támogatják a Luz és Amity között kialakuló románcot. Mindketten az Illúzió szak tanulói a Hexside-ban.

- Mattholomule "Matty": Luz és Gus iskolai vetélytársa, aki az Építő szakon tanul. Egy igazi bajkeverő a Hexside-ban. A sorozat egyik visszatérő poénja, hogy folyton megsérül valamilyen random balesetben. Ő az Emberrajongók Klubjának új elnöke, miután Gus-tól elvették a tisztséget, amiért Luzzal együtt véletlenül lerombolták a büntetőszobát.

- Viney:  Egy kedves boszorkánylány, akit eredetileg a Büntetés-szakra helyeztek, ahol egy diáknak sem megengedett a varázslat tanulása. Később, miután bebizonyította, hogy többféle varázslathoz is tehetsége van, áthelyezték Gyógyító és a a Szörnyfogó szakra.

- Jerbo: Viney legjobb barátja, kezdetben szintén a Büntetés-szakról, majd később áthelyezték a Növényvarázs és a Förmedvény szakra.

- Barcus: Egy kutyára emlékeztető démon, szintén Büntetés-szakon kezdte, míg végül át nem rakták az Orákulum és a Bájital szakra. Tudatosan nem beszél, csak kutyamódra ugat, aminek a jelentése általában feliratozva van.

- Amelia: Boscha lánycsapatának egyik tagja, a Növényvarázs szak tanulója, egyben a sportcsapat oszlopos tagja.

- Skara: Boscha lánycsapatának egyik tagja, a Bárd szak tanulója. Az ő családja is gazdag, Boschával együtt őt is a Blight szülők választották be Amity baráti körébe, de az előbbivel ellentétben neki barátságosabb megnyilvánulásai is vannak.

- Cat: Boscha lánycsapatának egyik tagja, a Gyógyító szak tanulója.

- Eileen:

- Bo: A Gyógyító szak tanulója, és Skara barátja.

- Selene: Egy szégyenlős boszorkánylány, az Orákulum szak tanulója, jellegzetes félhold-alakú fejformája van.

- Mary: A Förmedvény szakon tanuló boszorkánylány. Frizurája egy rózsaszín villás nyelvre emlékeztet, ami olyan, mintha a feje búbjából nőne ki.

### Glandus tanulók
A Glandus iskolán tanuló diákok listája: 
- Bria: Egy boszokány, az Építő szak tanulója.

- Gavin: Egy boszorkány, a Förmedvény szak tanulója.

- Angmar: Egy sárga macska szerű démon, a Növényvarázs szak tanulója.

### Palizmánok
A boszorkányok varázspálcáihoz tartozó kiegészítők, amik önálló életre is tudnak kelni. Általában valamilyen állat vagy mágikus lény alakját viselik. Nevük angolul a talizmán és a pal szó (barát, társ) vicces kombinációjából ered. 
- Denevérkirálynő: Hatalmas, denevérszerű lény, a leggazdagabb démonként ismert, valójában egy évezredekkel korábban elhagyott palizmán, aki más elvesztett palizmánoknak nyújt menedéket az erdő mélyén. Van három csemetéje, akiket nagyon szeret, egy ponton Edára bízta őket, mert tudta, hogy milyen gondoskodóan bánik a palizmánokkal.

- Owlbert: Eda palizmánja, egy macskabagoly. Nagyrészt a pálcájának végéhez van rögzítve (a pálca az ő szárnymozgatásának köszönhetően tud repülni), de néha önállóan is mozog, ilyenkor Eda arra használja, hogy átküldje az embervilágba, ahol értékes, eladható holmikat lop neki. Neve az Albert név és az Owl (bagoly) szó ötvözete. Owlbert-et maga Eda faragta ki egy bűvös fa ágából.

- Lilith palizmánja: Egy fehér holló, amely általában Lilith pálcájának végéhez van rögzítve. A sorozatban eddig még egyszer sem mozgott.

- Hawksley: Gwendolyn sólyom palizmánja.

- Clover: Egy méh, Willow palizmánja, akit a Palizmán Örökbefogadási Napon vesz magához, mert illik "lágy, mégis szúrós" személyiségéhez.

- Emmiline Bailey Marcostimo: Egy kék kaméleon, Gus palizmánja, akit a Palizmán Örökbefogadási Napon vesz magához, mert illik azon szándékához, hogy felnőttként több területen akar majd elhelyezkedni.

- Frewin: Bump igazgató ördögalakú palizmánja, akit a legtöbbször a fején hord és az ő szemén keresztül lát.

- Fantom: Amity palizmánja, egy fehér macska. Nevét és kinézetét Dana Terrace saját macskája után kapta.

- Maya: Boscha palizmánja, egy rák, a Palizmán Örökbefogadási Napon veszi magához, mert illik törtető személyiségéhez.

- Viney palizmánja: Egy mantikór, a Palizmán Örökbefogadási Napon veszi magához, azon szándéka alapján, hogy felnőttként mitikus lényeket akar gyógyítani.

- Flapjack: Hunter palizmánja, egy vöröskabátos rigó, amely saját elhatározásából válik Hunter palizmánjává, miután látta, hogy a fiúnak jó szíve van, és önálló jövőt szeretne magának a császári szövetkezet vezetésén túl. Hunter eleinte szkeptikus, hogy megtartsa, tudván, hogy a császár elvetemülten pusztítja a palizmánokat a saját egészsége fenntartására, de végül úgy dönt, elfogadja őt palizmánjának.

### Kovenvezetők
A kilenc fő boszorkányszövetkezet (más néven koven) vezető boszorkányainak listája:
- Raine Wishpers: A Bárd koven vezetője, Eda gyerekkori barátja és későbbi szerelme. Mint a szövetkezet többi tagja, a zenén keresztül irányítani tudja tárgyak vagy akár más emberek mozgását. Látszólag hűségesen szolgálja a császárt, valójában nem ért egyet Belos módszereivel, és titokban megalapította a Bárdok a Trón ellen nevű mozgalmat (angolul Bards Against the Throne, röviden BATs = Denevérek), akik szövetkezet nélküli boszorkányokat mentenek meg a rájuk váró büntetéstől. Ravasz és gyors gondolkodású, viszont rettenetesen szégyenlős. A sorozatban, csakúgy mint a Disney történetében, ő az első nem-bináris szereplő, akit ráadásul egy transznemű színész játszik.[5]

- Darius: A Förmedvény koven vezetője, egy kissé öntelt, nárcisztikus afroamerikai boszorkány, aki az ujjának mozgatásával förmedvényeket tud elővarázsolni, sőt ideiglenesen maga is azzá tud válni, ha úgy akarja. Ismeri a Blight családot, egyik megjegyzéséből kiderül, hogy van némi rivalizáló közte és Alador Blight között.

- Eberwolf: A Szörnyfogó koven vezetője, egy alig félméteres, vörös farkasra hasonlító lény, aki a legtöbbször állatiasan viselkedik és állathangokkal kommunikál. Akaratától függően változtatni tudja a megjelenését, hogy minél vérszomjasabbnak nézzen ki, és képes különböző szörnyeket megidézni, hogy a segítségére legyenek.

- Terra Snapdragon:

- Adrian Graye Vernworth: